# Everyday Is a Winding Road
«Everyday Is a Winding Road» es el segundo sencillo del álbum homónimo de 1996 de la cantante y compositora estadounidense Sheryl Crow. Neil Finn, cantante principal de Crowded House, ofrece coros. Paul Hester, otro miembro de Crowded House, fue la inspiración para la canción. La canción fue lanzada en el Reino Unido en noviembre de 1996 y fue lanzada en los Estados Unidos al año siguiente.
El sencillo fue bien recibido en la radio y alcanzó el puesto número 11 en el Billboard Hot 100 de EE. UU. También alcanzó el puesto número 12 en la UK Singles Chart y se convirtió en el cuarto y último sencillo número uno de Crow en Canadá. La canción obtuvo una nominación a Grabación del año en los Premios Grammy de 1998, pero perdió ante «Sunny Came Home» de Shawn Colvin. Un video musical de esta canción fue dirigido por Peggy Sirota y filmado en la ciudad de Nueva York en sepia. Cuenta con un avión de juguete que vuela de persona a persona por toda la ciudad.

## Críticas
Greg Kot del Chicago Tribune dijo que la canción «descaradamente se desliza» de la canción de los Rolling Stones «Sympathy for the Devil».

## Lista de canciones
7" (Estados Unidos)
A. "Everyday Is a Winding Road" (LP version) – 4:16
B. "Sad Sad World" – 4:05
CD (Estados Unidos)
1. "Everyday Is a Winding Road" (LP version) – 4:16
2. "Sad Sad World" – 4:05
3. "In Need" – 5:53
4. "On the Outside" (en vivo en Shepherd's Bush Empire) – 7:40

CD (Europa)
1. "Everyday Is a Winding Road" – 4:16
2. "Free Man" – 3:20
3. "Run Baby Run" (en vivo en Woodstock) – 5:28
4. "Ordinary Morning" – 3:55

### Reino Unido
CD 1
1. "Everyday Is a Winding Road" (LP version) – 4:16
2. "Strong Enough" (LP version) – 3:10
3. "Can't Cry Anymore" (LP version) – 3:41
4. "What I Can Do for You" (LP version) – 4:15

CD 2
1. "Everyday Is a Winding Road" (LP version) – 4:16
2. "If It Makes You Happy" (Live BBC Simon Mayo Session) – 5:06
3. "All I Wanna Do" (Live BBC Simon Mayo Session) – 4:30
4. "Run Baby Run" (Live BBC Simon Mayo Session) – 5:53

## Créditos
Los créditos son extraídos del CD 1 del sencillo de Reino Unido y de las notas internas de Sheryl Crow.
Estudios
- Grabado en Kingsway Studios (Nueva Orleans)
- Masterizado en Gateway Mastering (Portland, Maine, US)

Personal
- Sheryl Crow – escritora, bajo, órgano Hammond, armonio, producción
- Jeff Trott – escritor, guitarras
- Brian MacLeod – escritor, loops
- Neil Finn – voz
- Steve Donnelly – guitarras

- Mitchell Froom – duelo de Harmonium
- Michael Urbano – batería
- Trina Shoemaker – grabación
- Tchad Blake – mezcla
- Bob Ludwig – masterización